# Campionati europei di ginnastica artistica 2011 - Sbarra
La finale della sbarra si è svolta il 10 aprile 2011, con inizio alle ore 16:25.

## Risultati
| Pos.    | Ginnasta         | Nazione     | Punteggio di partenza | Punteggio della giuria | Penalità | Totale |
| ------- | ---------------- | ----------- | --------------------- | ---------------------- | -------- | ------ |
| Oro     | Epke Zonderland  | Paesi Bassi | 7,700                 | 7,875                  | -        | 15,575 |
| Argento | Philipp Boy      | Germania    | 7,200                 | 8,150                  | -        | 15,350 |
| Bronzo  | Marcel Nguyen    | Germania    | 7,100                 | 8,200                  | -        | 15,300 |
| 4       | Sam Oldham       | Regno Unito | 6,400                 | 8,775                  | -        | 15,175 |
| 5       | Marijo Moznik    | Croazia     | 6,600                 | 8,525                  | -        | 15,125 |
| 6       | Mykola Kuksenkov | Ucraina     | 6,700                 | 7,750                  | -        | 14,450 |
| 7       | Roman Kulesza    | Polonia     | 6,100                 | 7,975                  | -        | 14,075 |
| 8       | Fabián González  | Spagna      | 6,100                 | 7,125                  | -        | 13,225 |